# Civitella di Romagna
Civitella di Romagna is een gemeente in de Italiaanse provincie Forlì-Cesena (regio Emilia-Romagna) en telt 3808 inwoners (31-12-2004). De oppervlakte bedraagt 117,8 km², de bevolkingsdichtheid is 32 inwoners per km².

## Demografie
Civitella di Romagna telt ongeveer 1572 huishoudens. Het aantal inwoners steeg in de periode 1991-2001 met 0,4% volgens cijfers uit de tienjaarlijkse volkstellingen van ISTAT.
| Jaar | Inwoneraantal |
| ---- | ------------- |
| 1991 | 3778          |
| 2001 | 3794          |

## Geografie
Civitella di Romagna grenst aan de volgende gemeenten: Cesena, Galeata, Meldola, Predappio, Santa Sofia, Sarsina.
Bagno di Romagna · Bertinoro · Borghi · Castrocaro Terme e Terra del Sole · Cesena · Cesenatico · Civitella di Romagna · Dovadola · Forlimpopoli · Forlì · Galeata · Gambettola · Gatteo · Longiano · Meldola · Mercato Saraceno · Modigliana · Montiano · Portico e San Benedetto · Predappio · Premilcuore · Rocca San Casciano · Roncofreddo · San Mauro Pascoli · Santa Sofia · Sarsina · Savignano sul Rubicone · Sogliano al Rubicone · Tredozio · Verghereto
- Gemeinsame Normdatei: 7530800-9
- Virtual International Authority File: 240570771

1. ↑  https://demo.istat.it/?l=it.